# Cachoeira do Vinte e Um
A Cachoeira do Vinte e Um (também chamada cachoeira do Bodão) é uma queda d'água e atração turística localizada no Parque Nacional da Chapada Diamantina na cidade brasileira de Lençóis, região central da Bahia.
Está localizada a cerca de quinze quilômetros da sede municipal. Seu acesso se dá por uma trilha bastante acidentada, o que requer preparo ao visitante.
O local foi palco para ações performáticas de artistas que, em algumas edições, exibiam em Lençóis a "Noite Performática do Vinte e Um" com o resultado dos trabalhos realizados na cachoeira, unindo diversas linguagens artísticas com a natureza.